# Henryk Klimczak
Henryk Klimczak (ur. 19 stycznia 1925 w Straconce) – polski działacz partyjny i państwowy, ekonomista oraz dyplomata, w latach 1984–1988 podsekretarz stanu w Urzędzie Rady Ministrów.

## Życiorys
Syn Rudolfa i Marii. Do 1939 ukończył dwie klasy gimnazjum w Bielsku-Białej, podczas okupacji pracował w fabryce J. Krywult w rodzinnym mieście i Oświęcimiu. Po ukończeniu służby wojskowej w 1947 odbył studia w Wyższej Szkole Ekonomicznej w Szczecinie (dyplom w 1951) i na Wydziale Handlu Zagranicznego Szkoły Głównej Służby Zagranicznej (magisterium w 1953), podczas nauki kierował zarządem uczelnianym Związku Młodzieży Polskiej. Od 1947 należał do Polskiej Partii Robotniczej, następnie do Polskiej Zjednoczonej Partii Robotniczej; pełnił funkcję członka plenum i egzekutywy Komitetu Dzielnicowego Warszawa-Śródmieście (lata 50.), sekretarza Komitetu Zakładowego w Najwyższej Izbie Kontroli (1957–1959), członka KZ w resorcie handlu zagranicznego i Urzędzie Rady Ministrów.
Od 1951 pracował w centrali handlu zagranicznego „Paged”, następnie radca w Ministerstwie Szkolnictwa Wyższego i Nauki oraz starszy inspektor w Ministerstwie Kontroli Państwowej i pracownik Najwyższej Izby Kontroli. Pomiędzy 1961 a 1965 wicedyrektor departamentu kontroli w Ministerstwie Handlu Zagranicznego, następnie od 1965 do 1969 attaché i radca handlowy w ambasadzie w Tunisie. W latach 1969–1972 członek Komisji Planowania przy Urzędzie Rady Ministrów, od maja 1972 do lutego 1984 doradca wicepremierów Kazimierza Olszewskiego, Jana Kępy, Mieczysława Jagielskiego i Janusza Obodowskiego. Od 1 marca 1984 do 15 kwietnia 1988 pełnił funkcję podsekretarza stanu w Urzędzie Rady Ministrów, w tym okresie był też sekretarzem Komisji Koordynacji Współpracy Gospodarczej i Naukowo-Technicznej z Zagranicą.
W 1955 odznaczony Medalem 10-lecia Polski Ludowej.